# Morte di Paola Clemente
La morte di Paola Clemente è avvenuta la mattina del 13 luglio 2015 ad Andria mentre la donna era al lavoro come bracciante in un vigneto. 
La sua morte ha contribuito al percorso per l'approvazione della Legge 29 ottobre 2016, n. 199 per il contrasto al fenomeno del lavoro nero e del caporalato.

## Antefatto
Paola Clemente nacque il 23 agosto 1965 ed era residente a San Giorgio Ionico, in provincia di Taranto; era divenuta un'operaia agricola specializzata nel controllo dell'acinellatura dell'uva e lavorava con un contratto di somministrazione di lavoro presso un vigneto dell'azienda agricola Ortofrutta Meridionale in contrada Zagaria ad Andria, a circa 150 chilometri dalla sua residenza. Era sposata e madre di tre figli.

## La morte
Il 13 luglio 2015 lasciò casa intorno alle 3:10, come ogni giorno di lavoro, per recarsi in autobus al vigneto, dove sarebbe giunta intorno alle 5:30. 
Intorno alle 7:30 sarebbe stata colta da un attacco cardiaco, destando la preoccupazione dei colleghi che avrebbero poi chiamato i soccorsi e allertato una pattuglia di carabinieri. Nonostante i tentativi di rianimazione, Clemente morì sul posto. Diversi articoli di stampa hanno rimarcato le condizioni meteorologiche della giornata, con una temperatura massima di 35 gradi Celsius.
Poiché fu considerata una morte accidentale, la sua salma è stata poi inumata nel cimitero di Crispiano.

## Indagini e processo
Il 14 agosto 2015 il marito, sostenuto dal sindacato FLAI-CGIL, ha presentato un esposto-denuncia che ha portato il pubblico ministero della Procura della Repubblica di Trani ad aprire un'indagine, disponendo la riesumazione del corpo e la successiva autopsia, a circa un mese di distanza dalla morte della donna. Nonostante l'avanzato stato di decomposizione, l'autopsia ha concluso che la donna sarebbe morta in seguito a un infarto miocardico da sindrome coronarica acuta; è stato inoltre assodato che soffriva di ipertensione, per cui assumeva farmaci, e aveva familiarità per patologie cardiovascolari.
Dopo la presentazione dell'esposto, la sua morte è divenuta notizia di stampa ed è stata oggetto di una relazione d'indagine della Commissione parlamentare d'inchiesta sul fenomeno degli infortuni sul lavoro e delle malattie professionali, con particolare riguardo al sistema della tutela della salute e della sicurezza nei luoghi di lavoro presso il Senato della Repubblica, che ha evidenziato il legame della vicenda col fenomeno del caporalato.
Una prima parte delle indagini si è conclusa nel febbraio 2017 con sei arresti per intermediazione illecita e sfruttamento del lavoro oltre che truffa aggravata e continuata: Pietro Bello, direttore della divisione agricoltura dell'agenzia Infor Group di Noicattaro, Oronzo Catacchio e Gianpietro Marinaro, gestori dell'agenzia di lavoro, Ciro Grassi, titolare della ditta che trasportava i braccianti nei campi, sua cognata Giovanna Marinaro e sua moglie Maria Lucia Marinaro (quest'ultima accusata solo di truffa).
Una seconda parte delle indagini, riguardante direttamente il decesso di Clemente, ha portato nel 2020 il giudice per le indagini preliminari del Tribunale di Trani a rinviare a giudizio Luigi Terrone, amministratore unico dell'azienda agricola per cui Clemente lavorava, con l'accusa di omicidio colposo.

### Sentenza di primo grado
Il processo di primo grado si è concluso nell'aprile 2023 con l'assoluzione di Terrone poiché "il fatto non sussiste", nonostante il pubblico ministero Roberta Moramarco avesse richiesto una condanna a quattro anni di reclusione. Moramarco ha successivamente presentato ricorso in appello.

## Memorie
Nel 2025, in occasione del 10º anniversario dalla morte di Paola Clemente, la FLAI-CGIL ha promosso la realizzazione di un murale ad Andria, in largo Grotte, ad opera dell'artista di strada Jorit, che ritrae il volto di Clemente affiancato ad una riproduzione del dipinto Il quarto stato di Giuseppe Pellizza da Volpedo.